# 少年少女囲碁大会
少年少女囲碁大会（しょうねんしょうじょいごたいかい）は、小学生、中学生の囲碁日本一を決める大会である。小学生の部と中学生の部で、それぞれ都道府県予選を勝ち抜いた代表選手による全国大会を行う。1980年から開催されており、優勝者を小学生名人、中学生名人と呼ぶこともある。第27回からの名称は文部科学大臣杯少年少女囲碁大会である。

## 概要
小中学生が参加することから、夏休み中に行われる。
全国大会は東京の日本棋院本院で行われ、決勝戦は第14回からは同院の特別対局室「幽玄の間」で行われ、プロ棋士による大盤解説も行われる。また「決定！こども囲碁名人」という番組名で、NHK教育テレビジョンで放送される（10月のNHK杯枠で録画放送）。
過去の優勝、入賞者には、高尾紳路、山下敬吾、井山裕太、坂井秀至などプロ棋士となった者も多く、プロ棋士の登竜門ともなっている。
好成績を収めた出場者はワイズアカデミー杯に選抜される。

## 方式
第1-25回は、各都道府県代表選手によるトーナメントである。第26回からは、代表選手を16ブロックの予選リーグに分け、各1位の選手によるトーナメントとなった。第42回は、8ブロックの予選リーグとなり、別ブロックの1位と2位が一回戦で当たるトーナメントとなった。
ベスト8までが入賞者として表彰される。
持ち時間は予選は40分時間切れ負け、本戦は30分、使い切りで１手10秒未満。

## 優勝者及び大会出身の棋士など
| 回次 | 年度 | 小学生 | 中学生                                                                                  |
| ---- | ---- | --- | --------------------------------------------------------------------------------------- |
| 1    | 1980 | 優勝:横田茂昭（岡山）、準優勝:斎藤正（大阪）、3位:山田和貴雄（大阪）、4位:青木喜久代、6位:原幸子（東京）、7位:三村智保（千葉）   | 優勝:青木紳一（神奈川）                                                                 |
| 2    | 1981 | 優勝:新垣朱武（大阪）、準優勝:横田茂昭、4位:森田道博（千葉）、5位:大垣雄作（東京）、6位:三村智保、7位:結城聡（兵庫）             | 優勝:村上弘文（福岡）、3位:水野弘美（富山）                                             |
| 3    | 1982 | 優勝:高野英樹（東京）、3位:結城聡、4位:松原大成（群馬）、8位:鶴丸敬一（神奈川）                                                  | 優勝:三村智保                                                                           |
| 4    | 1983 | 優勝:宮崎龍太郎（埼玉）、準優勝:松原大成、5位:坂井秀至（兵庫）、6位:高橋秀夫（東京）、7位:祷陽子 （千葉）                        | 優勝:高野英樹、4位:鶴丸敬一                                                             |
| 5    | 1984 | 優勝:倉橋正行（大阪）、準優勝:坂井秀至、3位:矢田直己（和歌山）                                                                   | 優勝:平岡聡（滋賀）                                                                     |
| 6    | 1985 | 優勝:坂井秀至、4位:黒滝正憲（青森）                                                                                              | 優勝:高野英樹、5位:松原大成、6位:古家正大（大阪）                                       |
| 7    | 1986 | 優勝:山下敬吾（北海道）、準優勝:高尾紳路（千葉）、5位:加藤充志（東京）                                                           | 優勝:坂井秀至                                                                           |
| 8    | 1987 | 優勝:黒滝正憲、準優勝:山下敬吾、5位:黒滝正樹（青森）、8位:甲田明子（東京）                                                       | 優勝:坂井秀至、3位:田原靖史（山口）                                                     |
| 9    | 1988 | 優勝:山下直紀（東京）、準優勝:山下敬吾（東京）、3位:秋山次郎（東京）、4位:黒滝正樹、5位:荒木一成（奈良）、6位:大沢奈留美（埼玉） | 優勝:坂井秀至、4位:鈴木嘉倫（愛知）                                                     |
| 10   | 1989 | 優勝:溝上知親（長崎）、準優勝:佐々木毅（兵庫）、5位:中野泰宏（福岡）、6位:長谷川広（島根）、8位:藤井秀哉（京都）                 | 優勝:黒滝正樹（青森）、準優勝:久保秀夫（熊本）                                          |
| 11   | 1990 | 優勝:長谷川広（島根）、準優勝:佐藤洋平（北海道）、5位:中島美絵子、6位:井澤秋乃（奈良）                                           | 優勝:大野鉄平（大阪）                                                                   |
| 12   | 1991 | 優勝:松本武久（香川）、3位:長谷川広、7位:竹清勇（神奈川）                                                                        | 優勝:豊田融（千葉）                                                                     |
| 13   | 1992 | 優勝:松本武久（香川）、3位:山森忠直（福井）、4位:星川愛生（香川）                                                                | 優勝:新郷仁士（千葉）                                                                   |
| 14   | 1993 | 優勝:宮平博史（沖縄）、4位:石井茜（埼玉）                                                                                        | 優勝:伊藤武男（奈良）、6位:山森忠直                                                     |
| 15   | 1994 | 優勝:石井茜、準優勝:大橋拓文（東京）、7位:久保田大（兵庫）、8位:山田晋次（静岡）                                                 | 優勝:佐藤夏樹（東京）                                                                   |
| 16   | 1995 | 優勝:万波佳奈（東京）、準優勝:白石勇一（神奈川）、6位:望月研一（神奈川）                                                         | 優勝:森下裕介（京都）、3位:山森忠直、5位:石井茜                                         |
| 17   | 1996 | 優勝:村上深（長野）、準優勝:大橋拓文（東京）、3位:向井梢恵（東京）                                                               | 優勝:森下裕介、6位:山田晋次（東京）                                                     |
| 18   | 1997 | 優勝:井山裕太（大阪）、準優勝:万波奈穂（東京）、5位：向井千瑛（東京）                                                            | 優勝:加藤祐輝（愛知）、5位:大場惇也（東京）、6位:村上晶英（千葉）                       |
| 19   | 1998 | 優勝:井山裕太（大阪）、5位:下坂美織（北海道）、6位：向井千瑛                                                                     | 優勝:山本智裕（愛知）                                                                   |
| 20   | 1999 | 優勝:向井千瑛（東京）、2位: 周仲翔（鳥取）                                                                                       | 優勝:田澤和也（北海道）                                                                 |
| 21   | 2000 | 優勝:日野大地（大分）、3位:志田達哉（福井）、5位：兆乾（兵庫）                                                                   | 優勝:周仲翔（鳥取）5位:向井千瑛                                                         |
| 22   | 2001 | 優勝:内田修平（山梨）、準優勝:兆乾（兵庫）                                                                                       | 優勝:山本拓徳（広島）                                                                   |
| 23   | 2002 | 優勝:闇雲翼（三重）、準優勝:玉井伸（沖縄）、4位:田尻悠人（石川）                                                                 | 優勝:糸山剛志（熊本）、準優勝:畠中星信（熊本）                                          |
| 24   | 2003 | 優勝:日野立誠（大分）、5位:安達利昌（東京）、8位:富士田明彦（北海道）                                                            | 優勝:日野大地、3位:玉井伸（東京）、5位:田尻悠人（石川）                                 |
| 25   | 2004 | 優勝:金沢真（神奈川）、準優勝:竹内康祐（宮崎）、6位:伊田篤史（三重）、7位:藤村洋輔（北海道）                                     | 優勝:日野大地、準優勝:鈴木伸二（北海道）、3位:田中伸幸 （福岡）、5位:風間隼（宮城）     |
| 26   | 2005 | 優勝:夏冰（京都）、準優勝:大西研也（千葉）、4位:横塚力（東京）                                                                   | 優勝:山下寛（静岡）、5位:吉川一（広島）、7位:伊藤優詩（北海道）                         |
| 27   | 2006 | 優勝:藤村洋輔（北海道）、8位:谷口徹（兵庫）                                                                                      | 優勝:日野立誠                                                                           |
| 28   | 2007 | 優勝:谷口徹（兵庫）、3位:佐田篤史（岡山）、8位:渡辺貢規（兵庫）                                                                  | 優勝:夏冰、準優勝:大谷直輝（京都）                                                      |
| 29   | 2008 | 優勝:平野翔大（東京）、4位:阿部良希（兵庫）                                                                                      | 優勝:夏冰                                                                               |
| 30   | 2009 | 優勝:津田裕生（埼玉）、準優勝:六浦雄太（ 愛知 ）、7位:星合志保（東京）                                                           | 優勝:癸生川聡（栃木）、5位:飯田純也（広島）                                             |
| 31   | 2010 | 優勝:重田一就（神奈川）、2位:水精次元（兵庫）、3位:奈須春樹（宮崎）、7位:芝野虎丸（神奈川）                                      | 優勝:大表拓都（富山）、2位:佐野飛鳥（神奈川）、3位:杉田俊太朗（愛知）                   |
| 32   | 2011 | 優勝:大西竜平（東京）、2位:松浦直之（愛知）、3位:川口飛翔（埼玉）                                                                | 優勝:坂倉健太（広島）、2位:杉田俊太朗（愛知）、3位:大表拓都（富山）                     |
| 33   | 2012 | 優勝:林隆羽（埼玉）、2位:福島里優（東京）、3位:伊了 （東京）、5位:今分太郎（京都）                                               | 優勝:中島光貴（埼玉）、2位:宮岸黎明（京都）、3位:谷麻衣子（神奈川）、5位:牛栄子（千葉） |
| 34   | 2013 | 優勝:加藤千笑（岐阜）、2位:笠原悠暉（兵庫）、3位:五十嵐成也（新潟）、6位:武井太心（東京）                                        | 優勝:水精次元（兵庫）、2位:宮脇優太（大分）、3位:坂室智史（東京）、5位:牛栄子（千葉）   |
| 35   | 2014 | 優勝:北芝礼（愛知）、2位:王欣鴻（東京）、3位:李思雨（東京）、8位:藤井浩貴（静岡）                                                | 優勝:髙嶋渓吾（神奈川）、2位:牛栄子（千葉）、3位:松本直太（長崎）、5位:今分太郎（京都） |
| 36   | 2015 | 優勝:池田陽輝（千葉）、2位:福岡航太朗（東京）、3位:王欣鴻（東京）                                                                | 優勝:林朋哉（埼玉）、2位:林隆羽（埼玉）、3位:今分太郎（京都）、5位: 長徳徹志（富山）    |
| 37   | 2016 | 優勝:三浦太郎（東京）、2位:徐文燕 （東京）、3位:末原蓮（千葉）、7位:関涼介（千葉）                                               | 優勝:森田拳（京都）、2位:王欣鴻（東京）、3位:渡辺竜規（兵庫）、 7位:安田明夏（兵庫）    |
| 38   | 2017 | 優勝:宮谷風雅（東京）、2位:保田翔太（愛知）、3位:金築侑（東京）、6位:表悠斗（兵庫）、8位:西村仁（大阪）、                        | 優勝:北芝礼（愛知）、2位:福元倫太郎（東京）、3位:末原蓮（千葉）                         |
| 39   | 2018 | 優勝: 川畑拓也（沖縄）、2位:高橋大地（神奈川）、3位:深田裕仁（埼玉）、5位:重川明司（神奈川）                                     | 優勝: 紅林英龍（静岡）、2位:保田翔太 （愛知）、3位:田口昂征（栃木）                     |
| 40   | 2019 | 優勝: 後藤一（京都）、 2位:北野圭亮（兵庫）、 3位:小島十二（大分）                                                               | 優勝: 武島蓮（広島）、 2位:大島悟（京都）、3位:吉藤真成（京都）                         |
| 41   | 2020 | 新型コロナウイルス感染拡大により中止                                                                                             | 新型コロナウイルス感染拡大により中止                                                    |
| 42   | 2021 | 優勝:吉田透真（東京）、2位:小林高誠（埼玉）、3位:鳥越瑛太（宮崎）                                                                | 優勝:髙橋良侑（愛媛）、2位:田浩人（千葉）、3位:高橋大地（神奈川）                       |
| 43   | 2022 | 優勝:渡利大遥(京都）、2位:刈谷研(東京）                                                                                          | 優勝:草木和仁(奈良）、2位:角優輝(福岡）                                                 |
| 44   | 2023 | 優勝:横手悠生（東京）、2位:加藤威(東京）                                                                                         | 優勝:深田裕仁（埼玉）、2位:小林高誠（埼玉）                                             |
| 45   | 2024 | 優勝:小川蓮（東京）、2位:横手悠生(東京）                                                                                         | 優勝:福田佳朋（神奈川）、2位:森達輝（島根）                                             |
| 46   | 2025 | 優勝:岩切知輝（宮崎）、2位:永代斗真（東京）                                                                                      | 優勝:横手将生（東京）、2位:桑原多喜（東京）                                             |

## 記録
- 最年少学年（小学校） 2年生（山下敬吾・井山裕太）
- 連覇
  - 小学 2連覇 松本武久（12～13回）、井山裕太（18～19回）
  - 中学 3連覇 坂井秀至（7～9回） 2連覇 森下裕介（16～17回）、日野大地（24～25回）、夏冰（28～29回）
- 小中学優勝 高野英樹（小学校3回、中学校4回・6回）、坂井秀至（小学校6回、中学校7～9回）、日野大地（小学校21回、中学校24～25回）、日野立誠（小学校24回、中学校27回）、夏冰（小学校26回、中学校28～29回）、北芝礼（小学校35回、中学校38回）
- 女子優勝者 石井茜（15回）、万波佳奈（16回）、向井千瑛（20回）、加藤千笑（34回）
- 兄弟姉妹優勝 山下直紀（小学校9回）、山下敬吾（小学校7回） 日野大地（小学校21回、中学校24～25回）、日野立誠（小学校24回、中学校27回）

## 主催者等
- 主催：日本棋院
- 後援：NHK、文部科学省（26回 - ）、毎日新聞社（26回 - 34回）、文化庁（-31回）
- 特別協賛：大成建設（13回 - ）
- 協賛：ANA（26回 - ）、ロッテ（31回 - 40回）、日本標準（30回 - 32回）、日能研（27回 - 30回）、競輪公益 資金（34-37回）、競輪の補助事業（38回　- ）、Google（39回 - 42回)
- 協力：伊藤園（27回 - 30回）